# Южный (Пензенская область)
Южный — посёлок в Городищенском районе Пензенской области. Входит в состав Юловского сельсовета.

## География
Посёлок расположен в восточной части области на расстоянии примерно в 19 километрах по прямой к северо-востоку от районного центра Городище.
Часовой пояс
Посёлок Южный как и вся Пензенская область, находится в часовой зоне МСК (московское время). Смещение применяемого времени относительно UTC составляет +3:00.

## Население
| 2010 |
| ---- |
| 3    |

Национальный состав
Согласно результатам переписи 2002 года, в национальной структуре населения русские составляли 60 % из 15 чел..